# 新加坡经济
新加坡经济是高度发达、具有国家干预特征的混合市场经济。.新加坡经济一直被评为世界上最自由、最亲商的经济体，清廉程度排名全球第四。新加坡的税率很低，以购买力平价计，人均GDP位居世界第一。亚太经济合作组织总部设在新加坡。
除了国际和本地的私营企业及上市公司具有良好的亲商声誉外，各类国有企业在新加坡经济中也发挥着重要作用。主权财富基金淡马锡控股持有新加坡航空、新加坡电信、新科工程和新传媒等新加坡几家最大的领衔企业的多数股权。在外商直接投资（FDI）方面，新加坡是全球主要的对外投资国。纵观其历史，新加坡因极具吸引力的投资环境以及近代以来稳定的政治发展，所以一直受益于全球投资人、金融机构和跨国公司的大量直接投资。

## 經濟發展史
18世纪，英国正在扩张其在印度的版图以及与中国的贸易。他们急需找到一个能够让其船只停泊、维修的港口，以在与荷兰人的贸易竞争中取得优势。1819年，英国人史丹福·莱佛士抵达新加坡，在新加坡设立贸易站，新加坡因此正式開埠。1824年，新加坡为英国殖民地，成为英国在远东的转口贸易商埠和东南亚的主要军事基地。随着1860年代蒸汽船的发展以及1869年苏伊士运河的开通，新加坡成为航行于东亚和欧洲之间船只的重要停泊港口。1870年代前后，随着当地橡胶种植业的发展，新加坡也成为全球主要的橡胶出口及加工基地。到19世纪末，新加坡获得了前所未有的繁荣，1873年到1913年间，当地的贸易增长了八倍。
1942至1945年间，新加坡被日本占领三年半之久，期间的生产经济活动几乎停滞。其后回归英国管理，并紧接着1959年从海峡殖民地独立出来，成立自治邦。1963年，又以独立城邦的形式加入马来西亚。1965年，新加坡脱离马来西亚独立建国。新马分家后，马来西亚不再通过新加坡的港口进行对外贸易，與印尼的贸易活动也停止，新加坡的经济支柱转口贸易受到重创，新加坡經濟陷入困境，失業率高企。在李光耀帶領下，新加坡进行经济改革，开展以工业化为中心的经济发展战略，从而带动经济多元化。
在外向型经济导向下，新加坡开始发展以传统手工业为主的劳动密集型工业，在裕廊工业区大規模填海造地，实行进口替代政策，对出口为主的工业进行税收优惠。越南战争爆發使新加坡成为了美军在东南亚的后勤基地，大批海外投资、企业涌入新加坡，德州仪器在新加坡开设了第一家工厂，壳牌、美孚等石油公司也选择在此扎根，為新加坡日後的電子、石化產業打下基礎。1968年10月，新加坡始设“亚洲货币单位”，经营以美元为主的国际离岸金融业务，1978年，全面放开外汇管制，实现国际资本自由流动，使新加坡迅速成为东南亚首屈一指的金融中心。1970年代末，新加坡逐步摆脱了仅仅依靠转口贸易维持生计的局面，成为亞洲新兴的工業國，年均經濟增長率達到9.4%，并因此被誉为“亚洲四小龙”之一。
1970年代的兩次石油危機使西方国家经济停滞、市场萎缩，為新加坡經濟帶來巨大挑戰，與東南亞周边国家相比，新加坡的人口红利逐渐消失，劳动密集型产业逐渐失去成本优势。1979年7月，新加坡提出了称之为“第二次工业革命”的经济重组战略，从劳动密集型工业进入高科技工业，即实行机械化、自动化、电脑化，向高度精密工业迈进。1980年代末，電子產業已成为新加坡最大的工业門類。
1997年，受亚洲金融風暴的影响，新加坡經濟陷入停滯狀態，许多跨国公司关闭或转移了新加坡的工厂，新加坡开始思考和着手调整经济结构，减少对低端產业的依赖，引进和发展生命科学和环境保护产业，期望发展成为一个先进、具有全球竞争力的知识经济体。
疫情对新加坡的出口主导型经济带来巨大冲击，2020年經濟增長率僅爲-5.4%，為该国有史以来最严重的经济衰退。

## 產業

### 服務業
服務業佔新加坡經濟總量七成以上，以物流業、金融服務業、旅游業為代表。新加坡自13世纪起便是國際重要的貿易港口，在國際貿易港的優勢及相對穩定的政治、健全的法律以及開放的金融制度下，新加坡一躍成為亞太地區最重要的金融交易中心之一。
新加坡是亚太地区重要的航空运输枢纽，是世界连通性最强的国家之一，全世界一半的人口区域均在新加坡的7小时飞行圈之内。樟宜国际机场為全球最繁忙的机场之一，与全球100多个国家和地区通航。新加坡是世界上最繁忙的港口和亚洲主要转口枢纽之一，也是世界第一大燃油供应港。新加坡港已开通200多条航线，连接123个国家和地区的600多个港口。
新加坡是亚太地区乃至全球的主要金融中心之一，也是全球投资银行、共同基金和私人银行业的中心之一。据2022年9月的全球金融中心指數，新加坡超越区内其他城市，成为亚洲最大金融中心，全球仅排在纽约和伦敦之后。每年11月举办的新加坡金融科技节是全球规模最大的金融科技盛会之一。

### 制造业
20世纪70年代以來，新加坡制造业增加值一直稳步上升，其GDP占比大部分年份維持在20%以上，比例超過同期美國、英國、法國等發達國家。
電子產業是新加坡传统产业之一，占新加坡制造业总产值的四成以上。半導體、電腦周邊產品、數據儲存及消費性電子產品等領域為其產值重心。新加坡的半导体工业始于1960年代，以封装与测试设备为主。在1980年代，新加坡的半导体工业开始扩大，引进了晶圆制造和集成电路设计公司。2010年，新加坡半导体的产能在全球的比重达到11.2%。此外，亦有許多電子製造服務公司在新加坡設立亞洲總部，提供設計、製造及研發服務。
新加坡的能源和化工產業具世界領先地位。新加坡是世界第三大炼油中心和石油贸易枢纽之一，也是亚洲石油产品定价中心，超过100家全球化学品公司已在新加坡设立核心业务。投资超过500亿新加坡元的裕廊岛是新加坡的炼油、石化以及特种化工活动中心。
精密工程制造业也是新加坡经济的重要引擎。

### 農業
新加坡農業在在国民经济中所占比例不到1%。新加坡全国可耕地面积不多，目前只有大约两平方公里的土地用于粮食种植，大部分分佈於林厝港和双溪登加，粮食产量约占其总需求量的10%，其餘大部分均依賴進口。全國共有200多個本地食物农场，生產滿足部分居民需要的蔬菜、蛋类和鱼类，胡姬花和观赏鱼是新加坡农产品出口占比最大的两项。

## 貨幣
新加坡的法定货币为新加坡元（Singapore Dollar），简称“新元” (SGD)。新元为可自由兑换货币。新加坡无外汇管制，资金可自由流入流出。
新加坡不设中央银行，由新加坡金融管理局行使央行职能，通过将新元的贸易加权汇率维持在一定目标区域内实现货币政策目标。

## 证券
新加坡证券交易所（SGX）成立于1999年12月，是亚太地区第一家非会员制、综合证券和期货业务的交易所，亚洲首家实现电子化及无场地交易的证券交易所。

## 貿易
新加坡国内市场规模小，经济外向型程度高，因此，新加坡政府一直积极参与并推动全球贸易自由化进程。
新加坡于1973年加入关税和贸易总协定（GATT），是世界贸易组织（WTO）创建时的正式成员。新加坡是亚太经合组织（APEC）、亚欧会议（ASEM）、东南亚国家联盟（ASEAN）等区域合作组织的成员，跨太平洋夥伴全面進展協定（CPTPP） 、区域全面经济伙伴关系协定（RCEP）首批簽署國，也是世界上签订多双边自由贸易协定最多的国家之一。

## 經濟數據與指標
- 經濟成長率: 7.4%(2007)
- 工業生產成長率: 6.8% (2007 est.)
- 農產品: 橡膠，椰子，水果，蔬菜，禽，蛋，魚，蘭花，觀賞魚

## 能源
水
電
电力 - 产量: 41,137.7亿kWh (2007)
电力 - 生产来源：
化石燃料：100%
水电：0%
核能：0%
其他：0% (1998)
用电量：374,203亿kWh (2007)
电力出口：0 kWh (2007)
电力进口：0 kWh (2007)
石油

## 國際排名
| 自由之家                   | 公民自由与政治自由（《世界自由度报告》）         | 部分自由                                            |
| 自由之家                   | 新闻自由（《新闻自由度报告》）                   | 不自由                                              |
| 无国界记者                 | 新闻自由（《新闻自由指数》）                     | 第133名（共175个国家）                              |
| 经济学人                   | 民主程度（《民主指数》）                         | 第82名，为混合政权（共167个国家）                   |
| 透明国际                   | 腐败程度（《贪污感知指数》）                     | 第5名（共182个国家）                                |
| 隐私国际与电子隐私信息中心 | 企业与政府监控下的隐私                           | “地方特有的监控社会”状态                            |
| 经济排名                   |                                                  |                                                     |
| 组织                       | 调查                                             | 名次                                                |
| 国际货币基金组织           | 人均国内生产总值（国际汇率）                     | 第23名（共180个国家）                               |
| 国际货币基金组织           | 人均国内生产总值（购买力平价）                   | 第5名（共181个国家）                                |
| 国际货币基金组织           | 外汇储备量                                       | 第9名（共156个国家）                                |
| 联合国                     | 基尼系数                                         | 基尼系数42.5（高度收入不均衡国家）                  |
| 世界银行                   | 经商容易度                                       | 第1名（共183个国家）                                |
| 世界经济论坛               | 贸易自由度（《全球促进贸易报告》）               | 第1名（共118个国家）                                |
| 世界经济论坛               | 全球竞争力（《全球竞争力报告》                   | 第3名（共133个国家）                                |
| 社会排名                   |                                                  |                                                     |
| 组织                       | 调查                                             | 名次                                                |
| 联合国                     | 人类发展指数                                     | 第23名（“已开发国家”之状态）                        |
| 经济学人                   | 生活质量                                         | 第11名（共111个国家）                               |
| 联合国                     | 人口密度                                         | 第3名（共239个国家和地区）                          |
| 经济学人                   | 生活成本                                         | 第11名（共111个国家）                               |
| 联合国                     | 移民数量                                         | 第7名（42.6%的新加坡居民为外国人），（共192个国家） |
| 国际能源署                 | 人均二氧化碳排放量（各国人均二氧化碳排放量列表） | 第23名（共210个国家和地区）                         |
| 战略与国际研究中心         | 武装部队数量                                     | 第62名（共166个国家）                               |
| 联合国                     | 生育率                                           | 第221名（共223个国家和地区）                        |